# Anna Trobergová
Anna Trobergová (nepřechýleně Troberg; * 9. dubna 1974, Landskrona, Švédsko) je švédská autorka, překladatelka a politička. Od roku 2008 byla místopředsedkyní Pirátské strany. Po odstoupení zakladatele a prvního předsedy Rickarda Falkvingeho se 1. ledna 2011 stala její předsedkyní. V roce 2014 kandidovala za Pirátskou stranu do Evropského parlamentu na třetím místě kandidátky strany. Pozici předsedkyně švédských Pirátů zastávala až do roku 2014.
V prosinci 2015 se stala výkonnou ředitelkou organizace Wikimedia Sverige.

## Dílo
Překládá do švédštiny anglickojazyčné autory.